# ルーマニアの犯罪
ルーマニアの犯罪は、ルーマニア警察や国家憲兵隊によって取り締まられているが、首都ブカレストをはじめとして、ルーマニア全土で様々な形態の犯罪が横行している。

## 各種犯罪

### 暴力
ルーマニアの犯罪傾向において他国の異なる点は、社会的・経済的問題により、都市部よりも地方の方が、暴力犯罪の発生率が高いということである。地方では、貧困、教育レベルの低さ、高い失業率に悩まされている。一例として、ルーマニア北東部は、EUで最も貧しい地域の1つである
また、もう一つの特徴として、ルーマニアは世界でも最も厳しい銃規制が敷かれているため、銃による犯罪は非常に稀である。したがって、殺人のほとんどは、斧やナイフなど、鋭利なもので行われる。2012年の殺人事件で、銃が使われたのはたったの2％であり、自殺においても、2015年の拳銃自殺は全体の1％であった。暴力を伴う犯罪の発生率は、1990年代に最も高かった。

### 殺人
2016年時点で、10万人あたりの殺人率は1.25人である。2016年、ルーマニアには247人の殺人者がいる。

### 汚職
EUの加盟により、ルーマニアは官業の透明性や説明責任履行の改善が求められている。しかし、市民や企業にとっては、情報開示や意思決定プロセスの法整備が貧弱なため、政府による改革は小さく、遅いとの認識が浸透している。一方、EU委員会における最新の協力・検証制度の報告書では、国家汚職防止局など様々な機関による汚職撲滅のはたらきかけがあったと評価している。近年、ルーマニアでは、元首相、議員、政治家、実業家など、広い範囲にわたって有罪判決が下されたことで注目を集めている。

### 観光客を狙った犯罪
アメリカ合衆国国務省の外交保安局は、「2017年ルーマニア犯罪安全報告書」において、「観光客を狙った犯罪はほとんど、隙を狙った犯罪や詐欺に限定されている」としている。報告書では、私服警官を装った犯罪、急な友人関係、混雑した地区や交通機関でのスリ、攻撃的な物乞い、法外な価格の不正請求、地方を走る列車における犯罪についても言及している。また、ブカレストのフェレンタリ地区などを、犯罪発生度の高い危険地域として避けるように警告している。ただ、「旅行者の遭遇する最大の安全上の懸念」としては、多くの車が交通ルールを無視しているため、交通事故が挙げられている。

### 家庭内暴力
2010年のユーロバロメータによる女性に対する暴力の調査では、ルーマニア人回答者の39％がDVを「非常に多い」と答え、45％が「多い」、8％が「多くはない」と回答した。「全くない」と答えたのは8％で、残りの8％は「わからない/無回答」であった。
ルーマニアでは、被害者非難の考え方が浸透している。2013年の調査では、回答者の30.9％が、「女性が自分の責任で暴力を受けることがある」としている。2010年のユーロバロメータの調査によれば、回答者の58％が女性に対する暴力の原因として「女性の挑発的な行動」があると答えた。
2016年、ルーマニアは、「女性に対する暴力及び家庭内暴力の防止・撲滅に関する欧州議会協定」（イスタンブール協定）を批准した。

### 窃盗
両替店やホテル周辺、公共交通機関、鉄道駅、空港ターミナル内などの混雑した場所では、スリや鞄の盗難が横行しており、ルーマニアでは非常に深刻な問題となっている。手口は、裕福そうに見える人物を集団で取り囲み、そのなかの何人かがポケットや首、腕まわりから金銭、宝飾品、時計を奪うものである。また、被害者の注意をそらしてバッグを奪い、すぐに逃げたり、私服警官を装った人物が観光客に偽のバッジを提示し、パスポートや財布を見せるように求めた後、財布から金銭を盗んだりする犯罪も行われている。このような犯罪を犯すのは、子供の場合もある（詳細は「#子供による犯罪」も参照）。

### 子供による犯罪
ルーマニア革命により計画経済が崩壊したため、多くの孤児院が閉鎖され、経済は不安定となった結果、1990年代にはストリートチルドレンの数が急増し、子供による犯罪も多かった。現在では状況は大幅に改善しているものの、路上で軽犯罪を犯したり、攻撃な物乞いをしたりする子供や若者は依然として存在する。アメリカの「2017年ルーマニア犯罪安全報告書」では、「若者のグループであることが多い物乞いたちは、ターゲットの気をそらして盗みを行うため、衣服をつかんだり、破いたりといった攻撃的な手段に出ることもある。（中略）窃盗や物乞いのグループには、小さな子供や身なりの整った大人も含まれ、鉄道駅や公共交通機関で主に活動している」としている。

## 取り締まり

### ルーマニア警察
ルーマニア警察 (Poliția Română) は、ルーマニアの国家警察権力であり、代表的な法執行機関でもある。内務省に属し、共産政権時代にはミリツィア（Miliția）と呼ばれていた。ルーマニア革命後、多くの改変が行われており、なかでも2002年の改変は、非武装化し文民警察となる大きなものであった。
階級は、以下の通り。

### 幹部
| NATO 階級符号   | OF-9            | OF-8        | OF-7              | OF-6     | OF-5        | OF-4     | OF-3       | OF-2                | OF-1      | OF-1         |
| 区分            | 将官相当        | 将官相当    | 将官相当          | 将官相当 | 佐官相当    | 佐官相当 | 佐官相当   | 尉官相当            | 尉官相当  | 尉官相当     |
| --------------- | --------------- | ----------- | ----------------- | -------- | ----------- | -------- | ---------- | ------------------- | --------- | ------------ |
| 階級名          | 警視総監        | 警視副総監  | 警視監            | 警視監補 | 警視長      | 警視正   | 警視       | 警部長              | 警部      | 警部補       |
| 階級章          |                 |             |                   |          |             |          |            |                     |           |              |
| 階級名 （原語） | Chestor general | Chestor Şef | Chestor Principal | Chestor  | Comisar Şef | Comisar  | Subcomisar | Inspector Principal | Principal | Subinspector |

### 一般
| NATO 階級符号   | OR-9                | OR-8       | OR-7              | OR-6            | OR-5       |
| 区分            | 下士官相当          | 下士官相当 | 下士官相当        | 下士官相当      | 下士官相当 |
| 階級名          | 巡査総長            | 巡査部長   | 巡査副部長        | 巡査長          | 巡査       |
| --------------- | ------------------- | ---------- | ----------------- | --------------- | ---------- |
| 階級章          |                     |            |                   |                 |            |
| 階級名 （原語） | Agent şef principal | Agent şef  | Agent şef adjunct | Agent principal | Agent      |

### 国家憲兵隊
ルーマニア国家憲兵隊 (Jandarmeria Română) は、ハイリスクであったり専門的な法執行業務を担うルーマニアの武装警察組織である。ルーマニア警察と並び、二大警察権力の1つであり、いずれも市民に権力を行使できる。ルーマニア警察と同じで、内務省の管轄下にある。
フランス国家憲兵隊やカラビニエリなどとは異なり、ルーマニア軍を取り締まる責務はなく、この義務は各軍の憲兵隊（Poliția Militară）に置かれている。
階級は、以下の通り。

### 将校
| NATO 階級符号   | OF-10   | OF-9    | OF-8               | OF-7          | OF-6               | OF-5    | OF-4               | OF-3  | OF-2    | OF-1       | OF-1          |
| 区分            | 将官    | 将官    | 将官               | 将官          | 将官               | 佐官    | 佐官               | 佐官  | 尉官    | 尉官       | 尉官          |
| 階級名          | 元帥    | 大将    | 中将               | 少将          | 准将               | 大佐    | 中佐               | 少佐  | 大尉    | 中尉       | 少尉          |
| --------------- | ------- | ------- | ------------------ | ------------- | ------------------ | ------- | ------------------ | ----- | ------- | ---------- | ------------- |
| 階級章          |         |         |                    |               |                    |         |                    |       |         |            |               |
| 階級名 （原語） | Mareșal | General | General locotenent | General maior | General de brigadă | Colonel | Locotenent-colonel | Maior | Căpitan | Locotenent | Sublocotenent |
| 略称            | -       | Gl.     | Gl. lt.            | Gl. mr.       | Gl. bg.            | Col.    | Lt. col.           | Mr.   | Cpt.    | Lt.        | Slt.          |

### 下士官・兵
| NATO 階級符号   | OR-9                   | OR-9               | OR-8            | OR-7      | OR-6          | OR-5    | OR-4    | OR-3    | OR-1 / OR-2 |
| 区分            | 下士官                 | 下士官             | 下士官          | 下士官    | 下士官        | 下士官  | 兵      | 兵      | 兵          |
| 階級名          | 最先任上級曹長         | 先任上級曹長       | 上級曹長        | 曹長      | 上級軍曹      | 軍曹    | 伍長    | 兵長    | 憲兵        |
| --------------- | ---------------------- | ------------------ | --------------- | --------- | ------------- | ------- | ------- | ------- | ----------- |
| 階級章          |                        |                    |                 |           |               |         |         |         |             |
| 階級名 （原語） | Plutonier adjutant șef | Plutonier adjutant | Plutonier major | Plutonier | Sergent major | Sergent | Caporal | Fruntaș | Jandarm     |
| 略称            | Plt. adj. șef.         | Plt. adj.          | Plt. maj.       | Plt.      | Sg. maj.      | Sg.     | Cap.    | Frt.    | Jand.       |

## 犯罪調査

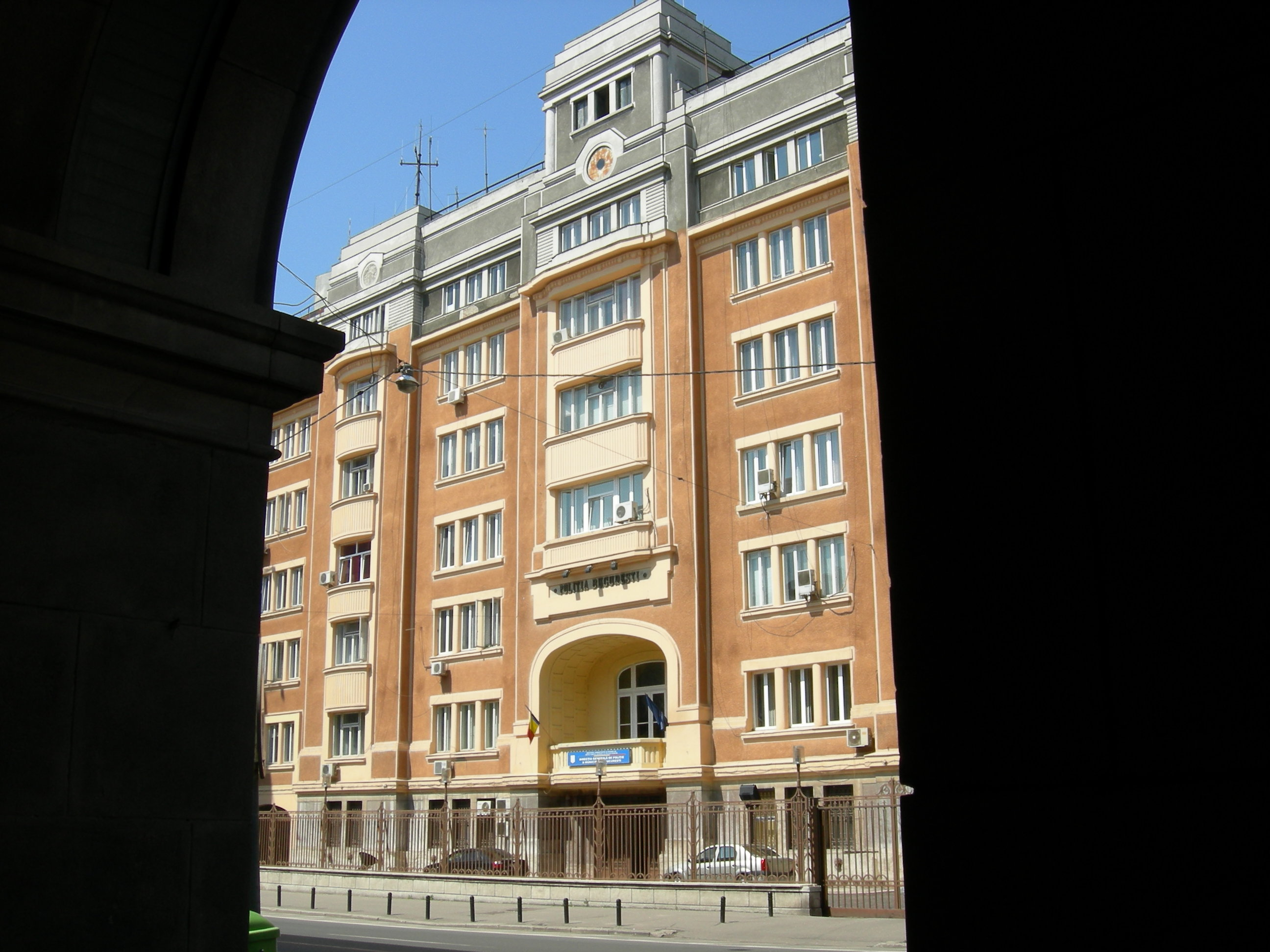
ブカレストの警察本部

アメリカの「2017年ルーマニア犯罪安全報告書」には、「ルーマニア警察は複雑な犯罪捜査はできるが、軽犯罪を取り締まるのに苦労している」とある。捜査や刑罰において被害者にとって重要な役割を果たしているのが、法医学を専門とする医師から出される「法医学証明書 (certificat medico-legal)」である。これは「IML証明書 (certificat de la IML)」とも呼ばれ、暴力犯罪の証拠として用いられる。

## 歴史的犯罪
ルーマニアで最も名高い犯罪者として知られているのが、1970年から71年にかけてブカレストで複数の女性を殺害・暴行したシリアルキラーのイオン・リマルである。彼は死刑判決を受け、1971年5月に処刑された。トランシルヴァニアでは1970年代、「ハンマーを持った男」として知られるロムルス・ヴェレスが複数の女性の殺害、殺害未遂を犯した。彼は5件の殺人と複数の殺人未遂で起訴されたが、犯行を悪魔のせいにするなど統合失調症を患っていることがわかり、責任能力がないとして投獄はされなかった。かわりに、1976年、シュテイにある精神病院に収容された。1977年にブカレストで起きた「アンカ事件」は、後にルーマニア最悪の冤罪として知られることとなる。タクシードライバーであったカズル・アンカは、共産党政権が迅速な解決を命じたため、ミリツィアや検察の拷問を受け、犯していない殺人を認めざるを得なかった。1981年に真犯人であるロムカ・コズミチが逮捕され、18歳女性の殺人、死体解体、2度目の同様の犯罪について犯行を認めた。彼は死刑を宣告され、処刑された。